# Porseleinkaart

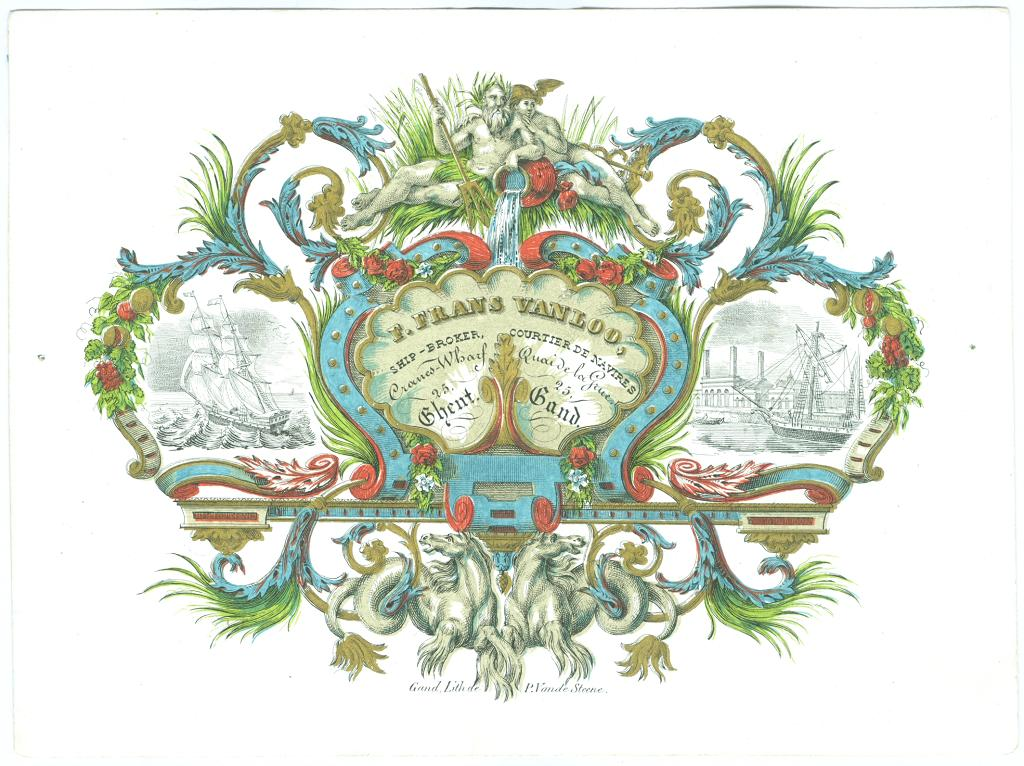

Porseleinkaarten waren, met name in België populaire, lithografische drukwerken.
Porseleinkaarten werden vooral in België veelvuldig geproduceerd, grofweg gedurende de regeerperiode van Leopold I. In de jaren zeventig van de negentiende eeuw raakte de techniek in onbruik omdat men begon in te zien dat de gebruikte kleurpoeders en loodoxide gezondheidsrisico's met zich meebrachten. Vooral Gent, Brussel en Brugge fungeerden als kloppend hart van de porseleinkaartenindustrie. De druktechniek werd vooral gebruikt voor het vervaardigen van visitekaartjes van winkels, fabrieken, zelfstandigen, genootschappen, scholen en dergelijke, maar ook voor menukaarten en concertprogramma's. 
Voor het vervaardigen van porseleinkaarten werd karton bestreken met een mengsel van kaolien en loodwit, waarna het middels lithografie bedrukt werd. Door het gebruik van de specifieke grondstoffen en kleurpoeders verkreeg de porseleinkaart een karakteristieke witte glans en textuur.
Tegenwoordig worden porseleinkaarten gezien als een unieke kijk op het leven in de negentiende eeuw.